# Lista de sismos em 2019
Nesta página encontrará os registros de sismos que ocorreram durante o ano de 2019 com artigos na Wikipédia em português.

## Lista
| Mês      | Dia        | Localização do epicentro                        | Magnitude                                       | Locais atingidos                                                                                         | Vítimas fatais | Feridos | Detalhes | Ref.                                             |
| -------- | ---------- | ----------------------------------------------- | ----------------------------------------------- | --- | -------------- | ------- | -------- | ------------------------------------------------ |
| Abril    | 22         | Zambales, Filipinas                             | 6,1 MW                                          | Luzón Central, Grande Manila, Calabarção                                                                 | 18             | 252     | Detalhes | [ 1 ] [ 2 ] [ 3 ] [ 4 ]                          |
| Julho    | 04         | Ridgecrest, Califórnia                          | 6.4 MW                                          | Califórnia, Nevada, Arizona, Baixa Califórnia                                                            | 1              | 25      | Detalhes | [ 5 ] [ 6 ] [ 7 ] [ 8 ]                          |
| Setembro | 24         | Caxemira Livre                                  | 5.6 MW                                          | Caxemira, Punjab (Paquistão), Punjab (Índia), Utaracanda e partes do norte da Índia, incluindo Nova Deli | 40             | 850+    | Detalhes | [ 9 ] [ 10 ] [ 11 ]                              |
| Outubro  | 16, 29, 31 | Tulunan (dia 16) Bual (dia 29) Tulunan (dia 31) | 6.4 MW (dia 16) 6.6 MW (dia 29) 6.5 MW (dia 31) | Província de Cotabato, na ilha de Mindanau, nas Filipinas                                                | 28             | 647     | Detalhes | [ 12 ] [ 13 ] [ 14 ] [ 15 ] [ 16 ] [ 17 ] [ 18 ] |
| Novembro | 26         | próximo à cidade de Durrës                      | 6,4 MW                                          | Albânia                                                                                                  | 51             | 3.000   | Detalhes | [ 19 ] [ 20 ] [ 21 ] [ 22 ] [ 23 ] [ 24 ]        |

## Imagens

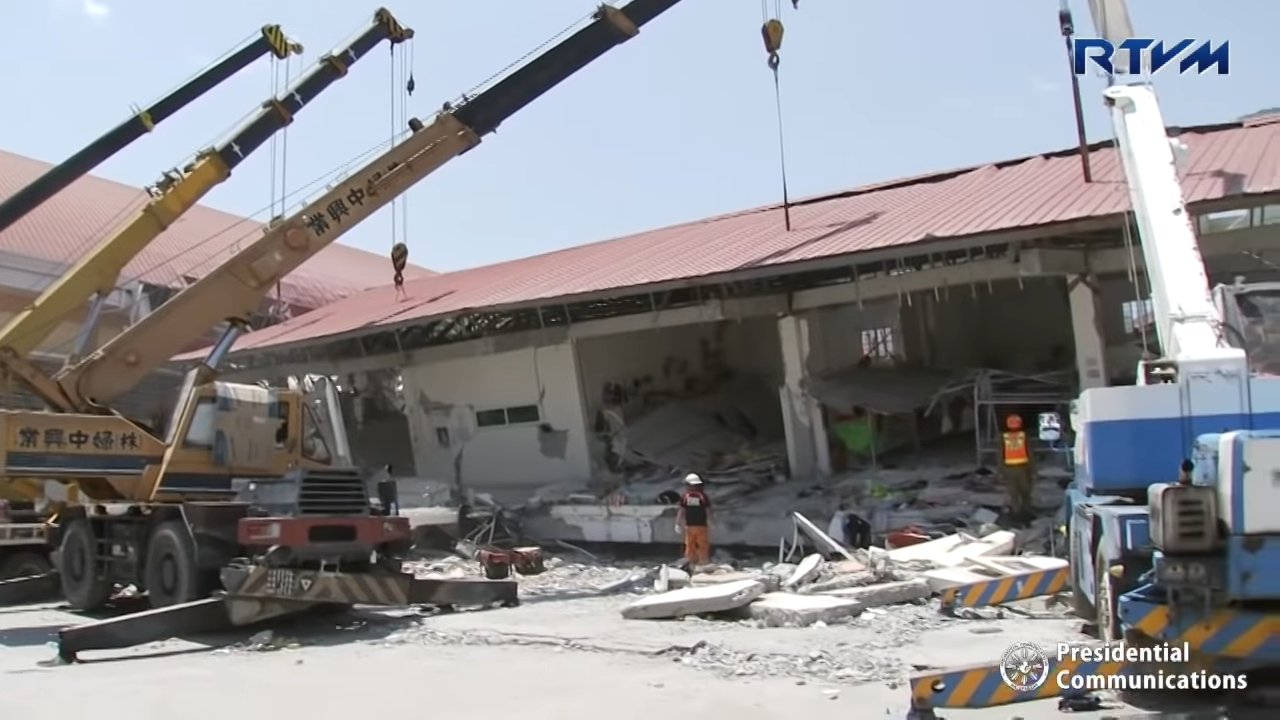
Estragos causados pelo sismo de 22 de abril
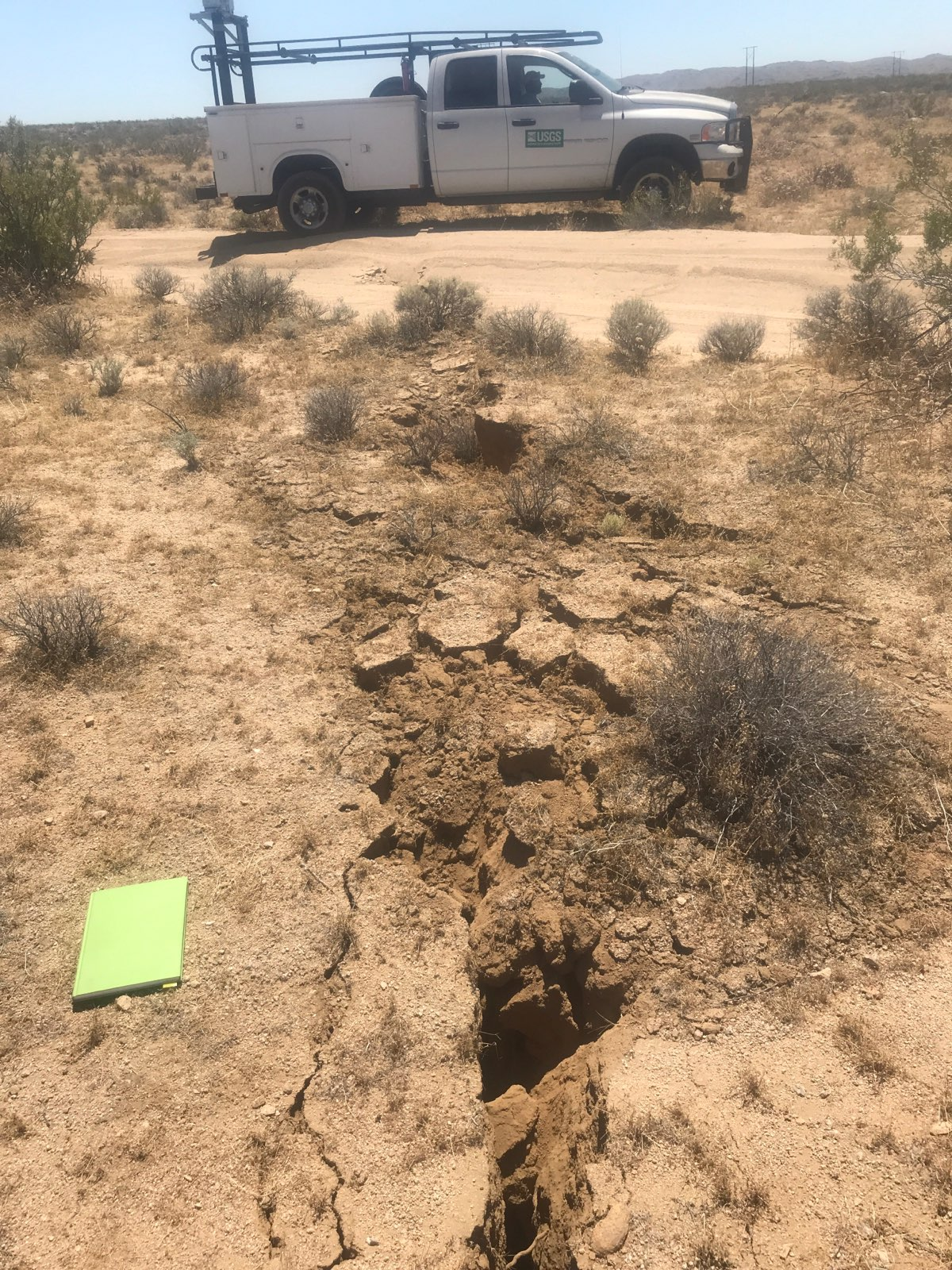
Ruptura de superfície associada ao terremoto de 4 de julho em Ridgecrest
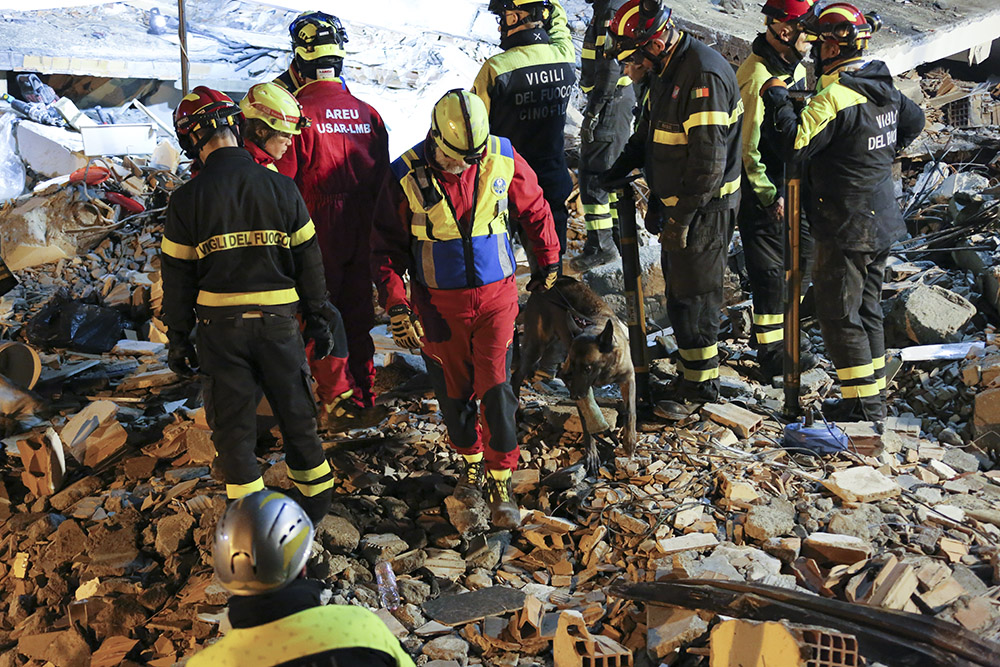
Equipes de busca e resgate da Itália em uma construção desmoronada após o sismo de 26 de novembro na Albânia
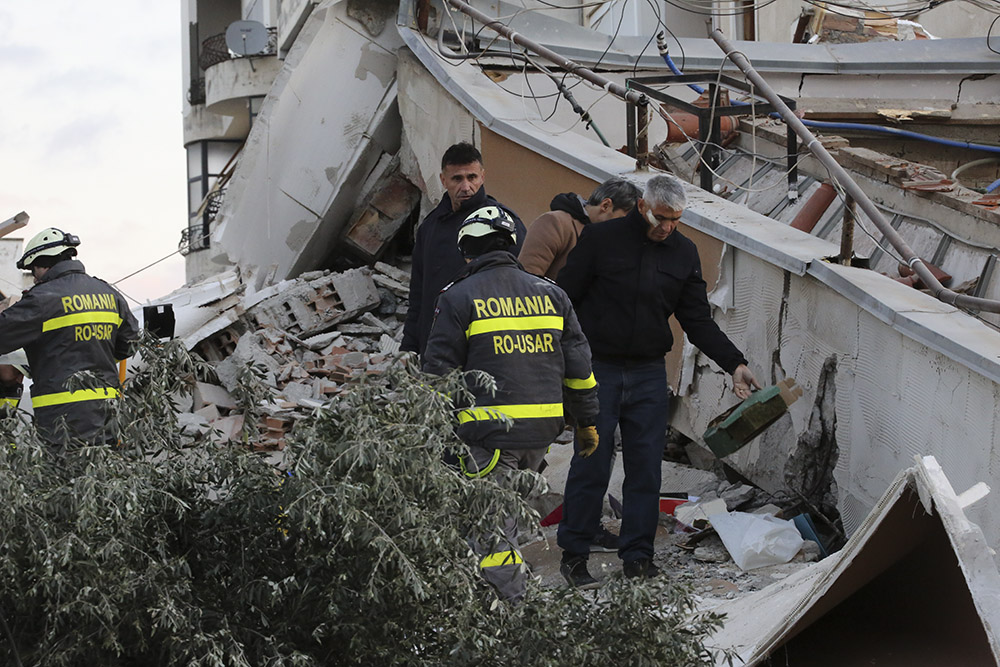
Equipes de busca e resgate da Romênia em uma construção desmoronada após o sismo de 26 de novembro na Albânia